# Rue Saint-Jean (Colmar)
Pour les articles homonymes, voir Rue Saint-Jean.
La rue Saint-Jean, est une voie de circulation de la ville de Colmar, en France.

## Situation et accès
Cette voie de circulation, d'une longueur de 225 m (plus un décrochage de 30 m), se trouve dans le quartier centre.
On y accède par la Grand-Rue, les rues des Écoles, de Turenne et la place des Six-Montagnes-Noires.
Cette voie n'est pas desservie par les bus de la TRACE même si ses bus y circulent.

## Bâtiments remarquables et lieux de mémoire
Dans cette rue se trouvent des édifices remarquables[Lesquels ?].

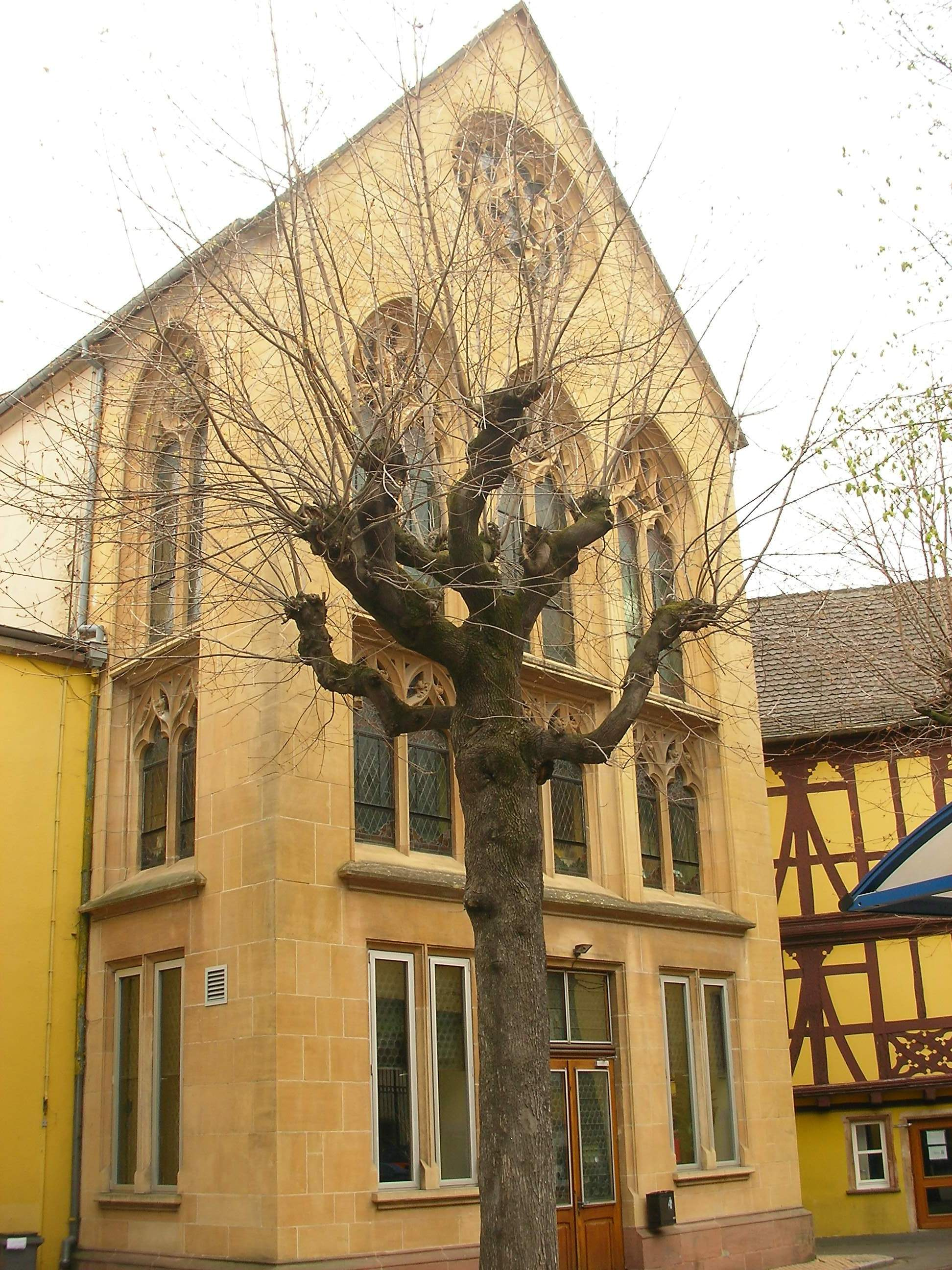
Commanderie Saint-Jean (XIIIe[3])
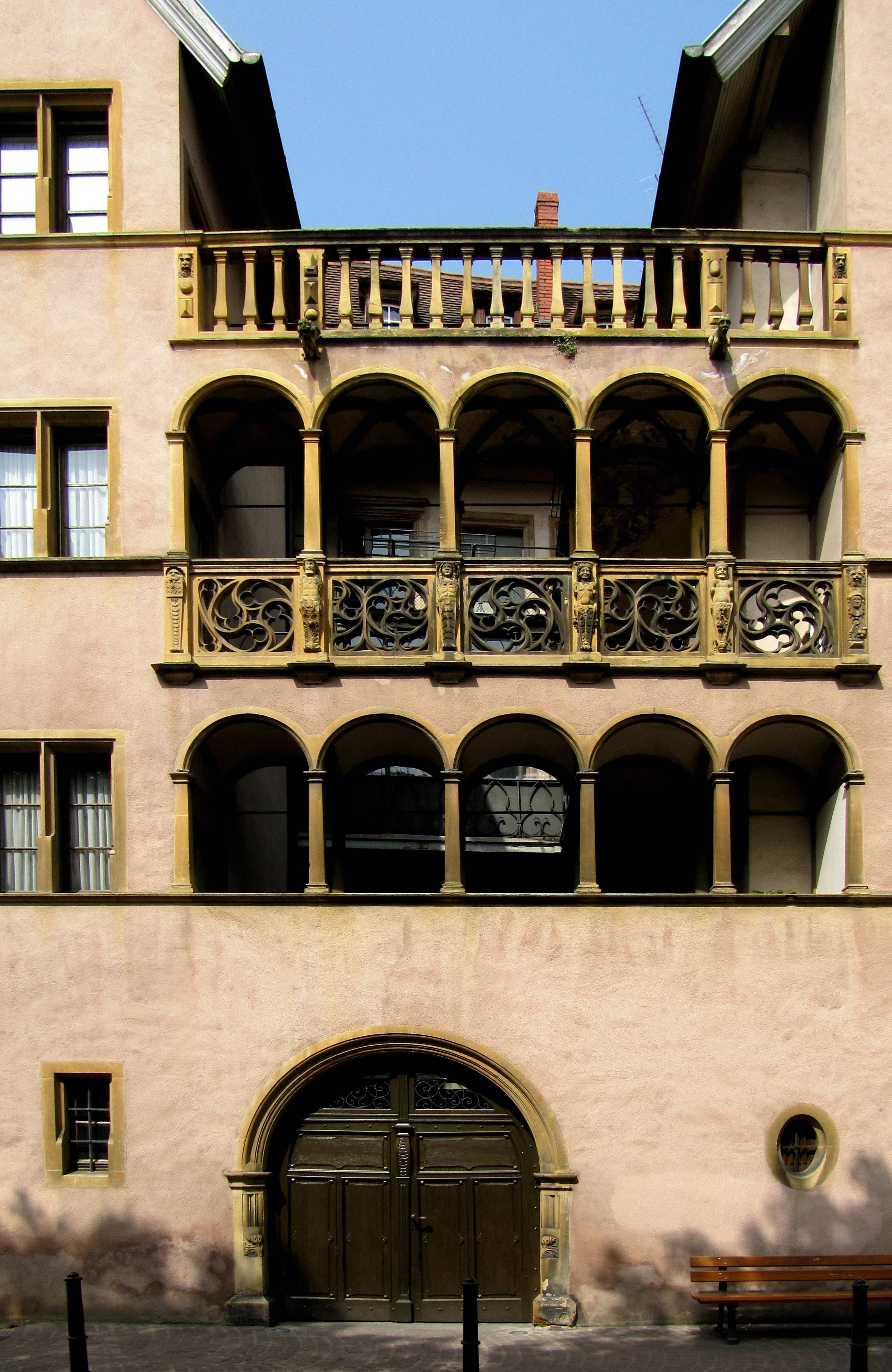
Maison des chevaliers de Saint-Jean (1608[4]) Classé MH (1903)